# Yuzhoupliosaurus chengjiangensis
Yuzhoupliosaurus chengjiangensis — вид плезіозаврів родини ромалеозаврових (Rhomaleosauridae). Скам'янілості виявлені у Китаї у юрських відкладеннях.

## Опис
Вважається що цей плезіозавр мешкав у прісних водоймах. Вид описаний по частковому скелеті (голотип складається з нижньої щелепи, хребців та кісток плечового поясу). За оцінками він сягав до 4 метрів завдовжки. Нижня щелепа складається з п'яти пар великих зубів і 23 дрібних зубів. Шийні хребці були високим і вузькими. Передні шийні хребці є двоголовими, в той час як задній шийний хребці одноголові. Коракоїд витягнутий, а ключиці добре розвинені.

## Назва
Назва роду Yuzhoupliosaurus походить від Ючжоу (Yuzhou, 渝州), колишньої назви Чунціна — великого міста на березі річки Янцзи, де була виявлена скам'янілість Yuzhoupliosaurus цього плезіозавра.